# Love, Janis
Love, Janis – kolekcja największych hitów wokalistki Janis Joplin, która, w przeciwieństwie do pozostałych kolekcji, zawiera prywatne listy Janis do swojej rodziny czytane przez Catherine Curtin w akompaniamencie instrumentalnych utworów Janis. Album został wydany w 2001 roku.

## Lista utworów
1. „What Good Can Drinkin' Do" – 2:49
2. (I bring the news) – 2:43
3. „Down On Me" – 2:04
4. (I'm somebody important) – 1:39
5. „Women is Losers" – 2:03
6. (Our first record is finally out) – 1:11
7. „Piece of My Heart" – 4:14
8. (I'm sorry, sorry) – 0:52
9. (A happening) – 2:01
10. „Summertime" – 3:58
11. (He's a Beatle, Mother) – 1:35
12. „Ball and Chain" – 9:26
13. (I may just be a star someday) – 2:01
14. „A Woman Left Lonely" – 3:27
15. (Twenty-Five) – 1:29
16. „Try (Just a Little Bit Harder)" – 3:56
17. (Did I tell you about my reviews?) – 1:07
18. „Little Girl Blue" – 3:48
19. (Twenty-Seven) – 2:18
20. „Me and Bobby McGee" – 4:29
21. „Mercedes Benz" – 2:13
22. The Last Letter: (Really gusin'through) – 1:44
23. „Get It While You Can" – 3:23